# Kun Szilárd
Kun Szilárd (Budapest, 1935. március 23. – Budapest, 1987. szeptember 2.) olimpiai ezüstérmes, Európa-bajnok sportlövő, rendőrtiszt, Kun Ferenc sportlövő testvére.
1951-től a Budapesti Bástya, 1953-tól a Budapesti Dózsa, majd 1957-től az Újpesti Dózsa sportlövője volt. 1952-től 1972-ig szerepelt a magyar válogatottban. Részt vett  valamennyi ebben az időszakban rendezett nyári olimpián. Legjobb egyéni eredményét 1952-ben Helsinkiben érte el, ahol a kétszeres olimpiai bajnok Takács Károly mögött – egy körrel lemaradva – a második helyet szerezte meg. A következő négy olimpián még összesen egy ötödik és egy hatodik helyezést ért el. Takács Károly visszavonulása után sportpisztoly kategóriában ő lett a magyar válogatott első számú sportlövője. Olimpiai érmén kívül még egyéniben egy Európa-bajnoki arany-, csapatban egy Európa-bajnoki bronzérmet nyert. Pályafutása alatt összesen nyolc egyéni és kilenc csapatbajnoki címet szerzett.
Az 1972. évi olimpiai szereplés után visszavonult a válogatottságtól. Az versenyszerű sportolást röviddel halála előtt, 1974-ben fejezte be.

## Sporteredményei
Gyorstüzelő pisztoly versenyszámban:
- olimpiai 2. helyezett:
  - 1952, Helsinki: egyéni (578 kör[4])
- olimpiai 5. helyezett:
  - 1964, Tokió:
- olimpiai 6. helyezett: egyéni (589)
  - 1956, Melbourne: egyéni (578)
- világbajnoki 4. helyezett:
  - 1962, Kairó: csapat (Dobsa Aladár, Kun Ferenc, Vaszi István)
- Európa-bajnok:
  - 1965, Bukarest: egyéni (593)
- Európa-bajnoki 3. helyezett:
  - 1955, Bukarest: csapat (Börzsönyi Lajos, Dobsa Aladár, Gyönyörű József)
- Európa-bajnoki 4. helyezett:
  - 1959, Milánó: csapat (Dobsa Aladár, Gyönyörű József, Kun Ferenc)
- tizenhétszeres magyar bajnok:
  - egyéni: 1952, 1953, 1956, 1959, 1962–1964, 1966
  - csapat: 1953, 1954, 1957–1964, 1966–1968, 1970, 1972, 1974

## Díjai, elismerései
- A Magyar Népköztársaság Érdemes Sportolója (1954)[5]